# 周伯達
周伯達（1609年—1648年），號洱如，山東登州府萊陽縣人，明末清初政治人物。

## 生平
明朝崇禎九年（1636年）丙子科山東鄉試第六十三名舉人，十年（1637年）聯捷丁丑科進士。吏部觀政，十一年六月授直隸深澤縣知縣，十二年調河間縣知縣，十四年擢工部虞衡司主事，升郎中，十五年出為陝西按察司僉事、兵備平涼。李自成陷長安，將士悉解去，周伯達藏匿山谷間。
入清，超擢甘肅巡撫，任都察院右僉都御史、巡撫江寧。順治五年（1648年）閏三月江西金聲桓叛，周伯達籌措軍餉，積勞卒於任。

## 家族
曾祖周漢〔登仕郎〕，祖周思忠〔庠生〕，父周京〔增生〕。孫周正，康熙辛未進士。